# نهر شاختدارا
نهر شاختدارا (بالطاجيكية: Шахдара, بالإنجليزية: Shakhdara River) هو نهر يقع في منطقة غورنو باداخشان المتمتعة بالحكم الذاتي في طاجيكستان. ينبع النهر من جبال شوغنان في جبال بامير ويتدفق باتجاه الشمال الشرقي لينضم إلى نهر بانج عند بلدة خوروغ.

## الجغرافيا
يبلغ طول النهر حوالي 110 كيلومترات، ويُعد جزءًا مهمًا من نظام نهر بانج، الذي يُشكّل بدوره جزءًا من حوض آمو داريا. يجري نهر شاختدارا عبر وادٍ جبلي عميق، وتحيط به قمم شاهقة مثل قمة كارلا ماركس وقمة إنغليس.

## أهمية المنطقة
تتميز منطقة شاختدارا بطبيعتها الخلابة وتُعتبر وجهة للمغامرين ومحبي الطبيعة، كما تُعد المنطقة موطنًا للعديد من المجتمعات الجبلية الطاجيكية.